# Sierra Madre del Sur
Sierra Madre del Sur är en 1 000 kilometer lång bergskedja i Mexiko.   Den ligger främst i delstaterna Guerrero och Oaxaca, i den södra delen av landet.
Bergstrakten går jämsides med Stilla havet och den täcker en yta av cirka 9 000 km². Vädret i regionen kännetecknas av mycket regn under sommaren. En viss variation mellan olika år förekommer så att årsnederbörden ligger mellan 800 och 1600 mm. Lufttemperaturerna ligger mellan 5 °C och 40 °C med en genomsnittlig årstemperatur av 24 °C. Bergskedjans höga delar är av vulkaniskt ursprung och i de låga delarna förekommer även kalkstenkarst. De höglänta delarna av bergskedjan är täckta av ek- och tallskogar och hyser många endemiska arter.
Flera av de högsta bergen ligger 3500 meter över havet och den högsta toppen ligger vid 3703 meter över havet. Bergskedjan kännetecknas av djupa dalgångar som skapades av vattendrag. Några dalgångar är utformade som raviner. De högsta topparna ligger främst i traktens östra del. Geologisk består Sierra Madre del Sur främst av metamorfa bergarter.

## Natur
De låga delarna upp till 2300 meter över havet är främst täckta av lövskogar med ekar som dominerande träd. I de höga delarna växer främst blandskogar med övervägande ekar och tallar. Typiska arter är i låga delar är Quercus magnoliifolia och Quercus castanea samt Pinus montezumae. På träden växer ofta epifyter som tillhör orkidéerna och ananasväxterna. På bergstoppar hittas ofta tallar av arterna Pinus herrerai, Pinus pseudostrobus, Pinus pringlei och Pinus ayacahuite. Även den sällsynta och hotade arten Pinus rzedowskii förekommer. I högre trakter växer vanligen mossa och lav på träden och epifyter hittas sällan.
Ett hotad däggdjur som lever i bergskedjan är omiltemekaninen. Endemiska och utrotningshotade fåglar i trakten och i angränsande landskap är korttofskokett, gråstjärtad kolibri, oaxacakolibri och vitstrupig skrika.